# Carl Walther Meyer
Carl Walther Meyer, född 1 februari 1898 i Dresden, död 12 mars 1985 i Waldkirch, var en tysk skådespelare.

## Filmografi (urval)
- 1935 - Winternachtstraum
- 1934 - Musik im Blut
- 1932 - Eine von uns
- 1930 – Mach' mir die Welt zum Paradies
- 1928 - Saxophon-Susi
- 1927 – Deutsche Frauen – Deutsche Treue
- 1919 - Præsidenten